# Victoria Medal of Honour

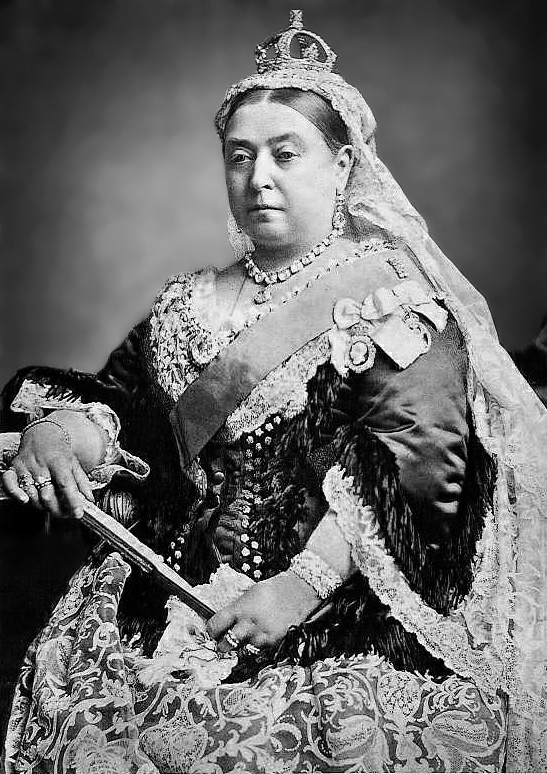
Koningin Victoria

De Victoria Medal of Honour is een onderscheiding die wordt uitgereikt in nagedachtenis van koningin Victoria door de Royal Horticultural Society, aan inwoners van Groot-Brittannië met een grote maatschappelijk verdienste op het gebied van tuinen en tuinplanten.
De regel is dat er 63 dragers van deze medaille in leven mogen zijn als symbool voor de 63 jaren dat koningin Vicoria regeerde. Dit houdt in dat de medaille in een bepaald jaar niet uitgereikt wordt en in een ander jaar verschillende personen tegelijk deze medaille opgespeld kunnen krijgen.
Bekende gelauwerden zijn onder anderen:
- Ellen Willmott, 1897: vanwege haar enorme bijdrage onder andere in de vorm van 'nieuwe' tuinplanten uit eigen selecties en door het financieel mogelijk maken van expedities van plantenverzamelaars en het schrijven van boeken.
- George Forrest, 1921: belangrijke plantenverzamelaar in China
- George Taylor, 1965
- Julia Clements, 1974: voor de bevordering van het bloemschikken
- Douglas Mackay Henderson, 1985
- Ghillean Prance, 1999
- David C.H. Austin werd in  2002 onderscheiden, vanwege zijn betekenis voor het schrijven over en het veredelen van rozen.
- David Ingram in 2004, onder andere vanwege werk als fytopatholoog
- Prins Charles werd in 2009 onderscheiden, vanwege zijn inspanningen ten aanzien van behoud van het Britse landschap en het milieu.
- Stephen Blackmore, 2012